# Championnat des Comores de football 2018
Navigation
Saison précédente Saison suivante
La saison 2018 du championnat des Comores de football est la trente-quatrième édition de la première division comorienne. Après une phase régionale se déroulant de mars à septembre 2018, les champions de première division des trois îles des Comores (Anjouan, Grande Comore et Mohéli) s'affrontent dans une triangulaire en matchs aller et retour au sein d'une poule unique.
C’est le Volcan Club, qui est sacré cette saison sur tapis vert après avoir terminé en tête du tournoi triangulaire à égalité de points avec Fomboni Football Club, ce dernier déclare forfait avant le match d'appui pour le titre. Il s’agit du troisième titre de champion des Comores de l’histoire du club.

## Phase régionale
Le classement est établi sur le barème de points classique (victoire à 3 points, match nul à 1, défaite à 0).
| Rang | Équipe               | Pts | J  | G  | N | P  | Bp | Bc | Diff |
| ---- | -------------------- | --- | -- | -- | - | -- | -- | -- | ---- |
| 1    | Étoile d'orT         | 40  | 18 | 11 | 7 | 0  | 29 | 11 | +18  |
| 2    | FC Ouani             | 38  | 18 | 11 | 5 | 2  | 29 | 10 | +19  |
| 3    | Steal Nouvel de Sima | 29  | 18 | 8  | 5 | 5  | 26 | 18 | +8   |
| 4    | Gombessa SportP      | 26  | 18 | 7  | 5 | 6  | 19 | 19 | 0    |
| 5    | Ngazi Sport          | 25  | 17 | 6  | 7 | 4  | 29 | 19 | +10  |
| 6    | AS DaoueniP          | 22  | 18 | 6  | 4 | 8  | 18 | 20 | -2   |
| 7    | Miracle Club P'C'    | 21  | 18 | 6  | 3 | 9  | 27 | 28 | -1   |
| 8    | Komorozine de Domoni | 17  | 18 | 4  | 5 | 9  | 21 | 30 | -9   |
| 9    | Onze Fusées          | 15  | 17 | 4  | 3 | 10 | 15 | 32 | -17  |
| 10   | US Bambao            | 7   | 18 | 1  | 4 | 13 | 18 | 47 | -29  |

| Rang | Équipe                  | Pts | J  | G  | N | P | Bp | Bc | Diff |
| ---- | ----------------------- | --- | -- | -- | - | - | -- | -- | ---- |
| 1    | Fomboni Football Club   | 36  | 14 | 11 | 3 | 0 | 45 | 11 | +34  |
| 2    | Belle Lumière DjoieziT  | 30  | 13 | 9  | 3 | 1 | 16 | 9  | +7   |
| 3    | Ouragan Club (Mboigoma) | 18  | 13 | 6  | 0 | 7 | 17 | 19 | -2   |
| 4    | Mbatsé FC               | 16  | 13 | 5  | 1 | 7 | 15 | 20 | -5   |
| 5    | Wemani Espoir           | 14  | 14 | 4  | 2 | 8 | 22 | 31 | -9   |
| 6    | Onze Roquettes P        | 13  | 13 | 3  | 4 | 6 | 13 | 18 | -5   |
| 7    | Nouvel Espoir (Djando)  | 11  | 13 | 2  | 5 | 6 | 16 | 25 | -9   |
| 8    | GS Kanaleni P           | 10  | 13 | 2  | 4 | 7 | 14 | 25 | -11  |

| Rang | Équipe                     | Pts | J  | G  | N  | P  | Bp | Bc | Diff |
| ---- | -------------------------- | --- | -- | -- | -- | -- | -- | -- | ---- |
| 1    | Volcan Club                | 47  | 22 | 13 | 8  | 1  | 43 | 17 | +26  |
| 2    | US MbéniP                  | 41  | 22 | 12 | 5  | 5  | 49 | 38 | +11  |
| 3    | Ngaya Club T               | 37  | 22 | 10 | 7  | 5  | 40 | 25 | +15  |
| 4    | US Zilimadjou              | 34  | 22 | 8  | 10 | 4  | 30 | 18 | +12  |
| 5    | JAC de Mitsoudjié          | 33  | 22 | 9  | 6  | 7  | 28 | 26 | +2   |
| 6    | Aventure Club Ouellah P    | 32  | 22 | 8  | 8  | 6  | 34 | 31 | +3   |
| 7    | Enfants des Comores        | 31  | 22 | 7  | 10 | 5  | 30 | 27 | +3   |
| 8    | Élan Club de Mitsoudjé     | 30  | 22 | 8  | 6  | 8  | 29 | 22 | +7   |
| 9    | Etoile des Comores         | 29  | 22 | 8  | 5  | 9  | 29 | 25 | +4   |
| 10   | Etoile Polaire P           | 20  | 22 | 4  | 8  | 10 | 21 | 28 | -7   |
| 11   | Étoile du Sud de Foumbouni | 16  | 22 | 4  | 4  | 14 | 22 | 46 | -24  |
| 12   | Asceji Ivembeni            | 6   | 22 | 1  | 3  | 18 | 13 | 65 | -52  |

| Légende : Qualifications et relégations | Légende : Qualifications et relégations                                                    |
| --------------------------------------- | ------------------------------------------------------------------------------------------ |
|                                         | Qualification pour la phase nationale                                                      |
|                                         | Qualification pour la Coupe de la confédération 2018-2019                                  |
|                                         | Relégation en deuxième division                                                            |
|                                         | T : Tenant du titre C : Vainqueur de la Coupe des Comores P : Promu de division inférieure |

- Ngazi Sport est rétrogradé en deuxième division pour avoir utilisé des joueurs binationaux[2]

## Phase nationale

### Les équipes participantes
- Étoile d'or Mirontsy - Champion d'Anjouan
- Volcan Club - Champion de Grande Comore
- Fomboni Football Club - Champion de Mohéli

### Les matchs
| Rang | Équipe                | Pts | J | G | N | P | Bp | Bc | Diff |  | Résultats (▼ dom., ► ext.) | Vol | Fom | Eto |
| ---- | --------------------- | --- | - | - | - | - | -- | -- | ---- |  | -------------------------- | --- | --- | --- |
| 1    | Volcan Club           | 8   | 4 | 2 | 2 | 0 | 5  | 3  | +2   |  | Volcan Club                |     | 1-1 | 2-1 |
| 2    | Fomboni Football Club | 8   | 4 | 2 | 2 | 0 | 6  | 3  | +3   |  | Fomboni Football Club      | 1-1 |     | 2-1 |
| 3    | Étoile d'or Mirontsy  | 0   | 4 | 0 | 0 | 4 | 2  | 7  | -5   |  | Étoile d'or Mirontsy       | 0-1 | 0-2 |     |

- A égalité de points après la phase finale, la fédération décide d'organiser un match d'appui entre Volcan Club et le Fomboni Football Club, mais ce dernier déclare forfait, c'est le Volcan Club de Moroni qui est sacré champion[3].

## Bilan de la saison
| Championnat des Comores de football 2018 |                                  |
| Champion                                 | Volcan Club de Moroni (3e titre) |
| Coupes et trophées                       |                                  |
| Vainqueur de la Coupe des Comores 2018   | Miracle Club                     |
| Qualifications continentales             |                                  |
| Ligue des champions de la CAF 2018-2019  | Volcan Club de Moroni            |
| Coupe de la confédération 2018-2019      | Miracle Club                     |